# Un été magique
Pour plus de détails, voir Fiche technique et Distribution.
Un été magique (The Magic of Belle Isle) est un film américain réalisé par Rob Reiner, sorti en 2012.

## Synopsis
Monty Wildhorn est un écrivain devenu alcoolique et dépressif après le décès de sa femme. Son neveu, inquiet, l'envoie dans un endroit paisible afin qu'il se ressource. Il part ainsi en séjour à Belle Isle où il rencontre une mère en instance de divorce et ses trois filles. Peu à peu, Monty retrouve l'inspiration et reprend goût à la vie.

## Fiche technique
- Titre français : Un été magique
- Titre original : The Magic of Belle Isle
- Réalisation : Rob Reiner
- Scénario : Guy Thomas
- Musique : Marc Shaiman
- Pays de production :  États-Unis
- Genre : Comédie dramatique
- Durée : 109 minutes
- Dates de sortie : 
  - États-Unis : 6 juillet 2012
  - France : 31 mars 2014 (en vidéo)

## Distribution
- Morgan Freeman (VQ : Guy Nadon) : Monte Wildhorn
- Virginia Madsen : Charlotte O'Neil
- Madeline Carroll : Willow O'Neil
- Emma Fuhrmann : Finnegan O'Neil
- Jessica Hecht : Karen Loop
- Fred Willard : Al Kaiser
- Kenan Thompson : Henry
- Kevin Pollak : Joe Viola